# Komsomolsk am Amur
Komsomolsk am Amur (russisch Комсомо́льск-на-Аму́ре / Komsomolsk-na-Amure) ist eine Großstadt in der Region Chabarowsk im Föderationskreis Russisch-Fernost in Russland mit 238.505 Einwohnern (Stand 1. Oktober 2021). Sie ist kultureller Mittelpunkt des Gebietes mit Hochschulen, Theater und Museen.

## Geografie und Klima
Komsomolsk liegt am linken Ufer des Amur und erstreckt sich dort auf über 30 Kilometern. Die Entfernung zur Regionshauptstadt Chabarowsk beträgt 348 km und zur Pazifikküste rund 300 km. Die nächstgelegene Stadt ist Amursk, das sich knapp 40 km südlich von Komsomolsk befindet.
In der Gegend von Komsomolsk herrscht ein kontinentales Klima, für das aufgrund der relativen Nähe zum Pazifik häufige Wirbelstürme im Sommer charakteristisch sind. Die Gesamtniederschlagsmenge beläuft sich auf 570 mm im Jahr, der kälteste Monat ist Januar mit einer Durchschnittstemperatur von −21 °C, der wärmste ist Juli mit 19 °C.
Der Amur führt hier eine Wassermenge zwischen 2930 m³/s (Januar 1985) und 17.700 m³/s (Mai 1985) und sein Flussbett erreicht im Stadtgebiet eine Breite von bis zu 2,5 Kilometern.

## Geschichte
Das Gebiet der heutigen Stadt gehörte ursprünglich zu China und kam 1858 unter russische Herrschaft. 1860 entstand dort das Dorf Permskoje, das von Siedlern aus der Provinz Perm gegründet wurde.
1931 beschloss die Regierung der Russischen SFSR, am Amur-Ufer im Bereich des heutigen Komsomolsk eine Schiffswerft errichten zu lassen. Wenige Monate später, im Mai 1932, nahm die erste Gruppe Freiwilliger aus verschiedenen Gebieten der Sowjetunion – die meisten dieser Freiwilligen waren Jugendliche und gehörten zur kommunistischen Jugendorganisation „Komsomol“ – die Bauarbeiten an der zukünftigen Stadt auf. Aus diesem Grund nannte man die Stadt später Komsomolsk (mit dem Zusatz „am Amur“, um Verwechslungen mit gleichnamigen Orten wie etwa Komsomolsk (Iwanowo) auszuschließen), außerdem gilt 1932 seitdem als Gründungsjahr der Stadt.
Bereits im Sommer 1933 fand die Grundsteinlegung der Werft statt, die bis 1939 zusammen mit mehreren anderen Industriebetrieben fertiggestellt wurde. Der Ausbau der Industrie in Komsomolsk wurde in der zweiten Hälfte des 20. Jahrhunderts noch weiter vorangetrieben.

### Bevölkerungsentwicklung
| Jahr | Einwohner |
| ---- | --------- |
| 1939 | 070.808   |
| 1959 | 177.278   |
| 1970 | 218.127   |
| 1979 | 263.950   |
| 1989 | 315.325   |
| 2002 | 281.035   |
| 2010 | 263.906   |
| 2021 | 238.505   |

Anmerkung: Volkszählungsdaten

## Wirtschaft

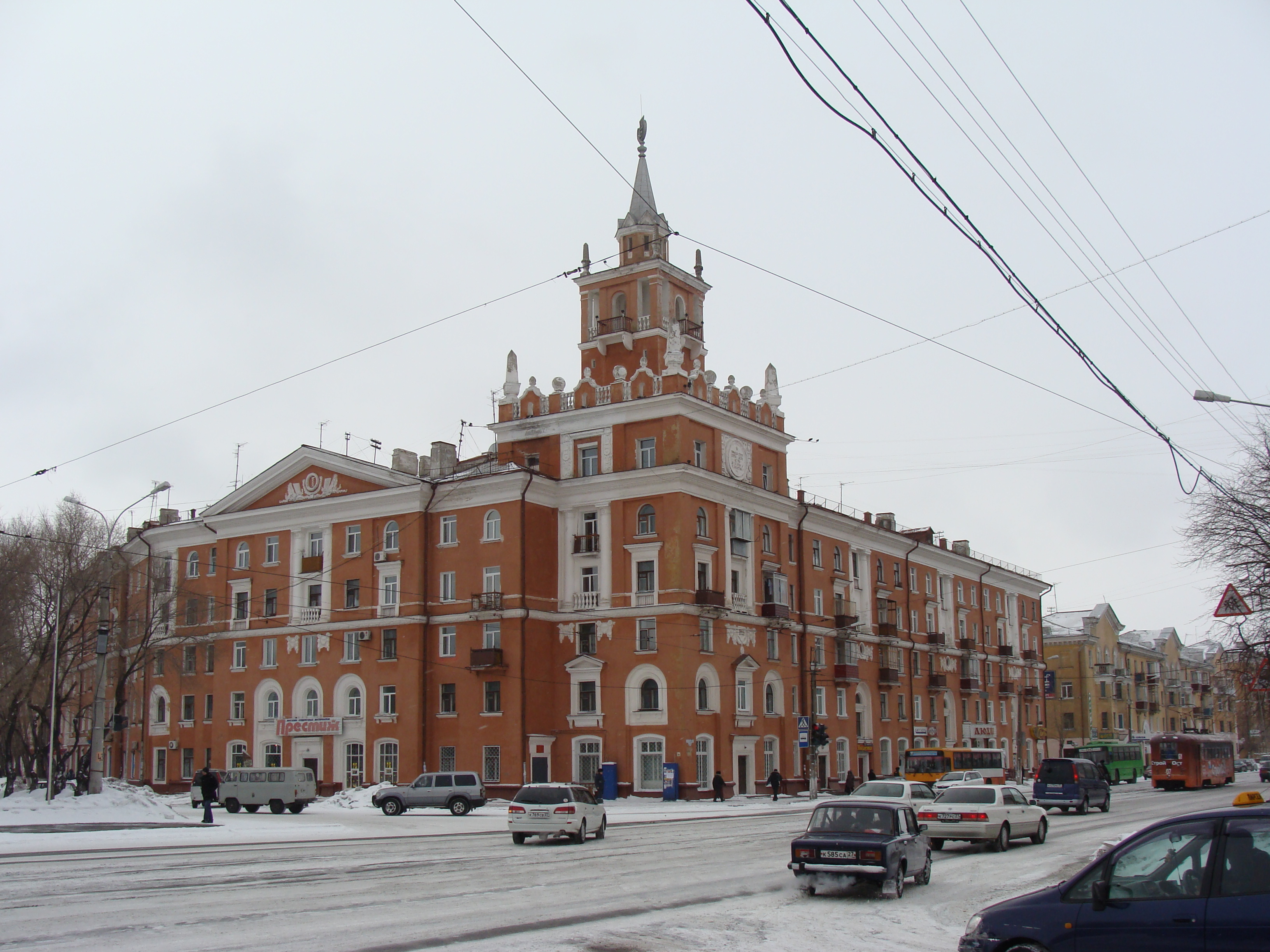
Im Zentrum von Komsomolsk

Auch heute gilt Komsomolsk als Industriezentrum der Region mit Eisenmetallurgie, Maschinenbau, Erdölverarbeitung, Leicht-, Nahrungsmittelindustrie und Schiffbau. Zudem ist Komsomolsk für seine Flugzeugindustrie bekannt, da sich dort eine Produktionsstätte für Suchoi-Maschinen wie Su-27 befindet. Hier wurden ab 1941 Bombenflugzeuge vom Typ Il-4 und ab der zweiten Hälfte der 1940er Jahre die strahlgetriebenen Jagdflugzeuge der Reihe MiG-15 und MiG-17 produziert. Seit den 1950er Jahren liegt der Fokus auf Suchoi-Kampfflugzeugen von der Su-7 über die Su-17-Reihe bis hin zur Su-27. Auch das moderne Mehrzweckkampfflugzeug Su-57 mit Tarnkappeneigenschaften wird hier für die russische Luftwaffe gefertigt.
Die Wirtschaft stützt sich ebenfalls auf die Schiffbauindustrie. Das Amurski SSZ (Амурский судостроительный завод), ehemals Werft 199, diente in den Sowjetzeiten vor allem dem Bau von dieselelektrischen U-Booten sowie Atom-U-Booten aus dem Projekt 671RTM, Projekt 971 usw. Daneben wurden hier Überwasser-Kriegsschiffe wie die Zerstörer der Skoryy-Klasse, Kotlin-Klasse sowie Korvetten der Grischa-Klasse und Stereguschtschi-Klasse gefertigt.

## Verkehr
Die Stadt besitzt einen Binnenhafen am Amur, einen Flughafen und ist als Endpunkt der Baikal-Amur-Magistrale auch ein bedeutender Eisenbahnknotenpunkt. Der innerstädtische Personennahverkehr wurde unter anderem bis zu dessen Stilllegung am 26. Oktober 2018 von einem eigenständigen Straßenbahnnetz getragen. Die 695 km lange Fernstraße A376 verbindet die Stadt mit Chabarowsk.

## Städtepartnerschaften
Komsomolsk am Amur listet folgende Partnerstädte auf:
- Jiamusi, Volksrepublik China
- Kamo, Japan

## Söhne und Töchter der Stadt
- Waleri Rjumin (1939–2022), Kosmonaut
- Wladimir Gawrin (* 1941), Neutrinophysiker
- Anatoli Schalagin (* 1943), Physiker und Hochschullehrer
- Igor Nikitin (* 1952), Gewichtheber
- Dmitri Streltschinin (* 1973), Boxer[4][5]
- Julija Tschepalowa (* 1976), Skilangläuferin, Olympiasiegerin 1998, 2002, 2006 und zweifache Weltmeisterin
- Alexander Baschenow (* 1981), Radrennfahrer
- Juri Bereschko (* 1984), Volleyballspieler, Olympiasieger 2012
- Anastassija Krawtschenko (* 1986), Ski-Orientierungsläuferin
- Iwan Schtyl (* 1986), Kanute
- Juri Gasinski (* 1989), Fußballspieler
- Xenija Palkina (* 1989), kirgisische Tennisspielerin
- Sergei Plotnikow (* 1990), Eishockeyspieler
- Daniil Zyplakow (* 1992), Hochspringer
- Yulia Tsvetkova (* 1993), Künstlerin, Aktivistin und politische Gefangene